# Квінтал
Кві́нтал — історична позасистемна одиниця вимірювання маси, що дорівнює ста фунтам.
Термін квінтал походить, як і термін центнер, від лат. centenarius — що буквально означає «в якому сто одиниць». На відміну від терміна центнер, проте, слово квінтал має складнішу етимологію.
У пізній латині термін перетворився на centenarium pondus, звідти, в пізньо-грецькій мові — κεντηναριον, потім в арабській — قنطار, qintar (до якого сходить і слово «кантар»), в середньовічній латині — quintale, і нарешті в давньофранцузькій перетворилося на quintal, звідки попало і в англійську мову.
Ця одиниця і досі використовується в арабському світі під назвою qintar. Зараз вона неформально визначена як 50 кг.
У Франції квінтал визначався як 100 ліврів (фунтів), близько 48,95 кг, але був пізніше визначений як 100 кг, і почав називатись метричним квінталом та позначатись символом qq.
В Іспанії квінтал все ще визначено як 100 лібрас, або близько 46 кг, але метричний квінтал також визначається як 100 кг; у Португалії та Бразилії квінтал — це 128 лібрас або приблизно 58,75 кг. Обидва дорівнюють 4 арробас.
В Італії відповідає 100 кг і позначається q або (рідше) q.li.
В Індії квінтал є еквівалентом 100 кг і є стандартною мірою маси сільськогосподарських продуктів.
В Англії терміни quintal і centner були синонімами до hundredweight і визначалися або як 100 фунтів (45,359237), або як 112 фунтів (50,80 кг).
У США квінтал у 1866 році був визначений як 100 кг.